# Норткатт, Сэйдж
Сэйдж Монро Норткатт (англ. Sage Monroe Northcutt; род. 1 марта 1996 год, Сакраменто, Калифорния, США) — американский боец смешанных боевых искусств. Подписал контракт с Professional Fighters League (PFL). Ранее вступал в Ultimate Fighting Championship (UFC) и ONE Championship.

## Детство и юность
Норткатт стал заниматься боевыми искусствами в 4 года. Его отец Марк обладает чёрным поясом по карате, а его сестра Колби является чемпионкой по кикбоксингу среди любителей. В общей сложности Сэйдж выиграл 77 чемпионатов мира по карате. В 9 лет Норткатт стал самым молодым спортсменом, попавшим на обложку журнала «Sport Karate Magazine». Он также является непобеждённым в кикбоксинге (15-0). Несмотря на то, что Норткатт начал заниматься борьбой только когда уже был учеником средней школы города Кэти, уже через два месяца он занял пятое место в штате в своей весовой категории.

## Смешанные единоборства

### Ранняя карьера
Норткатт начинал с любительской лиги «Legacy Fighting Championship», в ней его рекорд составил 5-1, единственное поражение ему нанёс Чарльз Шеппард. В 18 лет он перешёл в профессиональную лигу, где выиграл 5 поединков подряд.

### Ultimate Fighting Championship
Норткатт был показан в дебютном эпизоде шоу «Дэйна Уайт: В Поисках Бойцов». После впечатляющей победы над Рокки Лонгом на Legacy Fighting Championship 44 он подписал контракт с UFC. В настоящее время Норткатт является самым молодым бойцом в UFC и третьим самым молодым дебютантом.
Дебют Норткатта в UFC состоялся 3 октября 2015, на UFC 192. Его оппонентом был Франциско Тревино. Сэйдж выиграл техническим нокаутом всего за 57 секунд, что делает его четвёртым в своём весе по быстроте победы в дебюте. Также Тревино провалил допинг тест после боя — в его крови были обнаружены следы марихуаны THC-COOH.
Следующий бой Норткатта состоялся 10 декабря 2015, на UFC Fight Night: Namajunas vs. VanZant, его соперником был Коди Пфистер. В первом раунде соперники обменялись взаимными тэйкдаунами, проведя весь раунд в борьбе. В начале второго раунда Норткатт снова провёл тэйкдаун и сумел выйти на гильотину, тем самым заставив противника сдаться.
Первое поражение Сэйдж Норткатт потерпел в бою против Брайана Барберены на UFC on Fox: Johnson vs. Bader. Барберена победил Норткатта треугольником во втором раунде. Этот бой проходил в полусредней весовой категории.
В следующем бою Сэйдж встретился с Энрике Марином на турнире UFC 200, 9 июля 2016 г. Норткатт победил бой единогласным решением судей.
17 декабря 2016 года на турнире UFC on Fox 22 Сэйдж сошёлся в поединке с Микки Голлом, которому во втором раунде проиграл удушающим приёмом сзади.
29 июля 2017 года на UFC 214 Норткатт должен был столкнуться с Клаудио Пуельесом в бою легкой весовой категории. Пуельес в середине июня выбыл из-за травмы и был заменен Джоном Макдесси. Однако, и этот бой был отменен 14 июля из-за травм обоих бойцов.
11 ноября 2017 года на UFC Fight Night 120 Сэйдж сразился с Майклом Куинонесом. Норкатт выиграл бой единогласным решением.
18 февраля 2018 года на UFC Fight Night: Cowboy vs. Medeiros Норткатт встретился с Тибо Гути и одолел его единогласным решением судей.
Норткатт встретился с Заком Оттоу 14 июля 2018 года на турнире UFC Fight Night 133. Он выиграл бой нокаутом во втором раунде. Выступая на шоу Ариэля Хельвани в начале сентября 2018 года, Норткатт подтвердил, что его контракт с UFC истёк после боя с Оттоу, что сделало его свободным агентом. В том же выступлении Норткатт заявил, что планирует выслушать предложения от различных промоушенов. 
26 ноября 2018 года Дана Уайт в программе UFC Unfiltered подтвердил , что UFC не решилась продлевать контракт с Сейджем Норткаттом. Уайт объяснил причины: «Сейдж молод, и ему нужно ещё поработать над собой. Пусть поработает в других организациях, а там посмотрим, что из этого парня получится через пару лет. Возможно, мы снова его возьмём». 

### ONE Championship
30 ноября 2018 года было объявлено, что Норткатт подписал контракт с ONE Championship. 26 февраля 2019 года было объявлено, что Норткатт должен был дебютировать в промоушене против Космо Александра 17 мая 2019 года в ONE: Enter the Dragon. Норткатт проиграл бой нокаутом за 29 секунд, что стало его первым профессиональным поражением нокаутом. В результате удара у него было восемь переломов черепа, которые потребовали немедленного хирургического вмешательства. 
22 ноября 2019 года Норткатт объявил, что возвращается в лёгкий вес в рамках ONE Championship.
Норткатт должен был сразиться с Шиньей Аоки в лёгком весе после почти двухлетнего простоя на ONE TNT 4 28 апреля 2021 года. Однако Норткатт снялся с боя из-за сохраняющихся симптомов COVID-19 и был заменен Эдуардом Фолаянгом.
Спустя почти четыре года после поражения от Александра, Норткатт встретился с Ахмедом Муджтабой 5 мая 2023 года на турнире ONE Fight Night 10. Норткатт упал после удара Муджабы в начале боя, но сумел выиграть бой, проведя болевой приём с захватом пятки на 39-й секунде первого раунда. Норкатт получил бонус за «Выступлением вечера» 
Норткатт должен был встретиться с Шинья Аоки 28 января 2024 года на турнире ONE 165. Однако Норткатт снялся с турнира, поскольку, как сообщается, его секундантам отказали в визах, и он был заменен Джоном Линекером в поединке в открытом весе. 
18 октября 2024 года было объявлено, что Норткатт покинул ONE Championship.

### Professional Fighters League
12 декабря 2024 года стало известно, что Норткатт подписал контракт с PFL.

### Global Fight League
Норткатт должен был встретиться с Лукасом Мартинсом на первом турнире Global Fight League 24 мая 2025 года на GFL 1. Однако все турниры GFL были отменены на неопределенный срок.

## Статистика MMA
| Боёв 15  | Побед 12 | Поражений 3 |
| -------- | -------- | ----------- |
| Нокаутом | 5        | 1           |
| Сдачей   | 4        | 2           |
| Решением | 3        | 0           |

| Результат | Рекорд | Соперник            | Способ                          | Турнир                                   | Дата            | Раунд | Время | Место                       | Примечание                                                                 |
| --------- | ------ | ------------------- | ------------------------------- | ---------------------------------------- | --------------- | ----- | ----- | --------------------------- | -------------------------------------------------------------------------- |
| Победа    | 12-3   | Ахмед Муджтаба      | Сдача (залом пятки)             | ONE Fight Night 10: Johnson vs. Moraes 3 | 5 мая 2023      | 1     | 0:39  | Брумфилд, Колорадо, США     | Вернулся в полусредний вес. «Выступление вечера»                           |
| Поражение | 11-3   | Космо Александр     | KO (удар)                       | One Championship Enter the Dragon        | 17 мая 2019     | 1     | 0:29  | Каланг, Сингапур            | Дебют в среднем весе. Получил восемь переломов черепа в результате нокаута |
| Победа    | 11-2   | Зак Оттоу           | KO (удары)                      | UFC Fight Night: Дус Сантос vs. Иванов   | 14 июля 2018    | 2     | 3:13  | Бойс, Айдахо, США           | Бой в полусреднем весе                                                     |
| Победа    | 10-2   | Тибо Гути           | Единогласное решение            | UFC Fight Night: Ковбой vs. Медейрос     | 18 февраля 2018 | 3     | 5:00  | Остин, Техас, США           |                                                                            |
| Победа    | 9-2    | Майкл Куинонес      | Единогласное решение            | UFC Fight Night: Порье vs. Петтис        | 11 ноября 2017  | 3     | 5:00  | Норфолк, Виргиния, США      |                                                                            |
| Поражение | 8-2    | Микки Галл          | Сдача (удушение сзади)          | UFC on Fox: Ванзат vs. Уотерсон          | 17 декабря 2016 | 2     | 1:40  | Сакраменто, Калифорния, США | Бой в полусреднем весе                                                     |
| Победа    | 8-1    | Энрике Марин        | Единогласное решение            | UFC 200                                  | 9 июля 2016     | 3     | 5:00  | Лас-Вегас, Невада, США      |                                                                            |
| Поражение | 7-1    | Брайан Барберена    | Сдача (ручной треугольник)      | UFC on Fox: Джонсон vs. Бейдер           | 30 января 2016  | 2     | 3:06  | Ньюарк, Нью-Джерси, США     | Бой в полусреднем весе                                                     |
| Победа    | 7-0    | Коди Пфистер        | Сдача (гильотина)               | UFC Fight Night: Намаюнас vs. Ванзат     | 10 декабря 2015 | 2     | 0:41  | Лас-Вегас, Невада, США      | Дебют в лёгком весе                                                        |
| Победа    | 6-0    | Франциско Тревино   | TKO (удары локтями)             | UFC 192                                  | 3 октября 2015  | 1     | 0:57  | Хьюстон, Техас, США         | Дебют в UFC. Бой в промежуточном весе (73 кг)                              |
| Победа    | 5-0    | Роки Лонг           | Сдача (залом шеи)               | Legacy Fighting Championship 44          | 28 августа 2015 | 2     | 3:30  | Хьюстон, Техас, США         | Бой в промежуточном весе (75 кг)                                           |
| Победа    | 4-0    | Гейдж Духон         | Сдача (удушение сзади)          | Legacy Fighting Championship 42          | 22 ноября 2014  | 1     | 4:26  | Лейк-Чарльз, Луизиана, США  | Бой в промежуточном весе (75 кг)                                           |
| Победа    | 3-0    | Джеймс Кристоферсон | TKO (удары)                     | Fury Fighting 6                          | 22 мая 2014     | 1     | 4:35  | Хамбл, Техас, США           | Дебют в полусреднем весе                                                   |
| Победа    | 2-0    | Якоб Капелли        | TKO (удары)                     | LFC — Challenger Series 1                | 25 апреля 2014  | 1     | 0:55  | Хьюстон, Техас, США         | Бой в промежуточном весе (75 кг)                                           |
| Победа    | 1-0    | Тим Лешли           | TKO (удар ногой и удары руками) | Legacy Fighting Championship 37          | 20 апреля 2014  | 1     | 0:27  | Хьюстон, Техас, США         | Бой в промежуточном весе (75 кг)                                           |